# Сохэй
Сохэй (яп. 僧兵 Со:хэй, буквально «монах-солдат») — буддийские монахи-воины феодальной Японии. В определённые моменты истории они обладали значительной властью, вынуждая тем самым имперское и военное правительства к сотрудничеству.

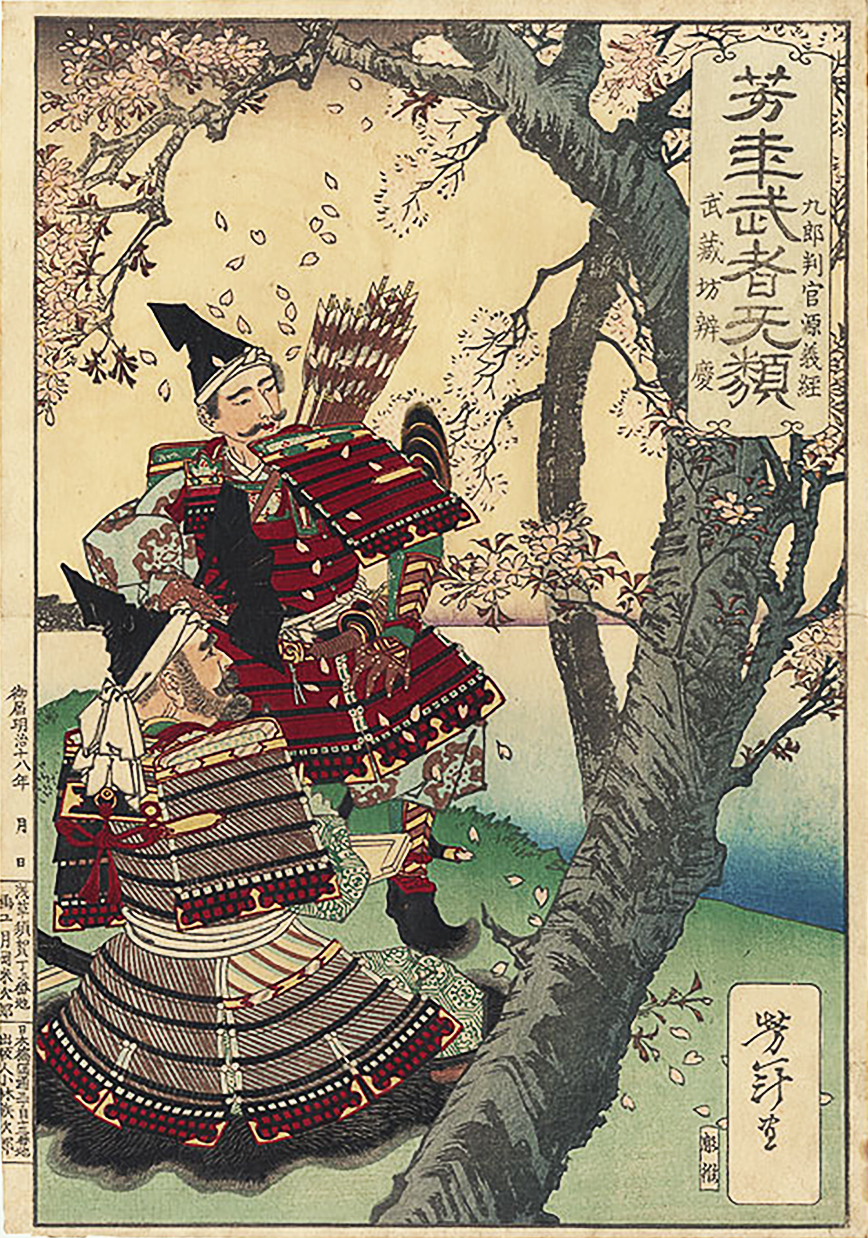
Сохэй Бэнкэй и Минамото но Ёсицунэ

Они были похожи на горных аскетов ямабуси, но, в отличие от ямабуси-отшельников, сохэи обычно были организованы в крупные армии или подразделения. Наиболее известен их монастырь Энряку-дзи на горе Хиэй, неподалёку от Киото.
Много общих черт сохэй имели с монахами-воинами из Германии (см. Тевтонский орден) или другими религиозными орденами (например, таких как участие в крестовых походах; сохэй не работали как отдельные лица или даже как члены отдельных храмов, а скорее как воины большого братства или монашеского ордена).

## История

### Основание
Впервые монахи-воины «заявили о себе» в конце X века, в эпоху Хэйан, во время жёстких политических раздоров между буддистскими храмами и сектами за получение от императора различных титулов. В основном противостояние шло в районе городов Киото и Нара, в 4 самых больших храмах Японии — Тодай-дзи, Кофуку-дзи, Мии-дэра и Энряку-дзи.
Первое вооружённое столкновение случилось в 949 году, когда 56 монахов из Тодай-дзи вышли к императорскому дворцу в Киото протестовать против неугодного им назначения. Такого рода выступления продолжались весь X век и часто заканчивались смертоубийством.
С 981 года начались столкновения между 2 главными храмами буддистской секты Тэндай — Энряку-дзи и Мии-дэра. Вооружённые стычки между этими храмами шли с перерывами на протяжении всего XI века и начала XII. Вместе с армиями увеличилось и насилие. Иногда дело доходило даже до сожжения неприятельской обители. Другие храмы тоже понемногу втягивались в конфликты, объединяясь со вчерашними врагами для противостояния другим храмам.

### Война Гэмпэй
В конце XII века в Японии началась затяжная гражданская война. Храмы отвлеклись от постоянных склок, наблюдая за событиями, происходящими в стране. Враждующие дома Минамото и Тайра пытались склонить на свою сторону воинствующих монахов Киото и Нары чтобы пополнить ими свои армии самураев. Сохэи заявили о себе в 1180 году, когда монахи Мии-дэра вместе с самураями из дома Минамото пытались защитить мост через реку Удзи от наступления войск Тайры. Во время этого сражения, известного как битва при Удзи, монахи разобрали опоры моста, чтобы конные самураи не могли перейти реку.

### XIII—XIV века
После войны Гэмпэй многие монастыри стали реформироваться. Их политическая сила росла в целом мирными способами, и сохэи почти что не участвовали в сражениях XIII—XIV веков. Во время войн эпохи Намбокутё гора Хиэй дала убежище восставшему императору Го-Дайго. Со своим сыном и сохэями он попытался собрать силы для кратковременного восстания против сёгуната Камакура. После этого к власти пришло другое военное правительство, сёгунат Асикага, тем самым положив конец реставрации Кэмму. Новый сёгунат поддерживал секту дзэн больше, нежели другие, а потому навлёк на себя гнев монахов-воинов. С 1340 по 1360 год между храмами секты дзэн и тэндай случилось множество столкновений.

### Период Сэнгоку и возвышение икко-икки

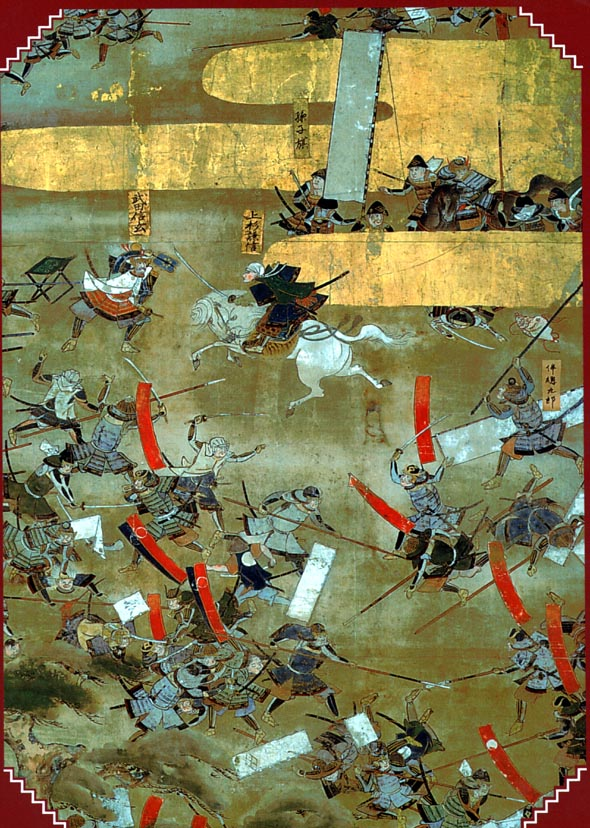
Изображение битвы эпохи воюющих провинций

Война годов Онин, начавшаяся в 1467, повлекла за собой более чем вековую гражданскую в Японии и заставила монахов-воинов снова реформироваться. В отличие от смуты годов Дзёкю и вторжения монголов в XIII веке, главным театром боевых действий войны Онин стал Киото, а потому сохэи не могли остаться в стороне. К тому же в стране появились новые секты монахов-воинов. В то время как монахи с горы Хиэй являлись приверженцами учения Тэндай, новоиспечённые монахи, которым дали собирательное название икко-икки, следовали правилам дзёдо-синсю (Истинной Школы Чистой Земли). Этого учения придерживались, помимо прочих, многие священники-фундаменталисты, крестьяне и дома, которые готовы были бороться за свои убеждения. В 1488 году их лидер по имени Рэннё поднял восстание против власти самураев, и монахи-воины завладели провинцией Кага. С этого направления они и начали расширяться, захватив храм Исияма Хонган-дзи в Нагасиме (совр. префектура Миэ). Чуть позже под их управлением оказалась часть земель в провинции Микава (часть совр. п. Айти). Их могущество и влияние привлекло внимание одних из сильнейших князей эпохи воюющих провинций — Оды Нобунаги и Токугавы Иэясу. Они считали монахов-воинов врагами законов самураев и угрозой для их власти. Иэясу напал на монахов Микавы в 1564, однако не сумев разгромить их в битве, вернулся позднее с монахами дружественной ему школы дзёдо-сю, победил и отобрал у проигравших почти все владения.
Пока власть Оды Нобунаги укреплялась и ширилась в конце 1560-х, монахи Энряку-дзи набирали военную силу и на улицах Киото возобновились стычки, теперь уже ними и новой буддистской сектой нитирэн. После победы над врагом, они начали искать союзников среди даймё. К их несчастью, они связались с домами Асаи и Асакура, которые были заклятыми врагами Нобунага. 29 сентября 1571 года 30-тысячная армия Ода взяла штурмом гору Хиэй и сожгла монастырь Энрякудзи. Хотя сам храм позднее восстановится, монахов-воинов в нём более не было.

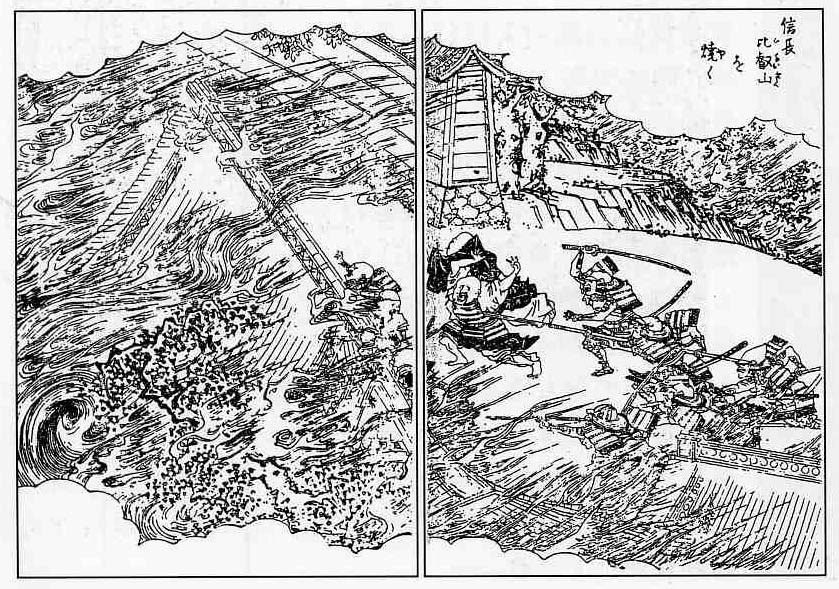
Ода Нобунага штурмом берёт гору Хиэй.

Потом Ода Нобунага вступил в схватку с икко-икки в их крепостях Нагасима и Исияма Хонган-дзи. Летом 1574-го, с помощью старого пирата Куки Ёситаки, Нобунага заблокировал их крепости и начал морить монахов голодом. 20 тысяч человек было сожжено вместе с их домами. Двумя годами позднее Нобунага вернулся в Исияму Хонган-дзи, в храм, который он не смог покорить в прошлый раз. В двух морских битвах при Кидзугавагути Нобунага разгромил дом Мори, флот которого до сих пор считался сильнейшим в регионе. Окончательно сохэи были вынуждены сдаться в 1580 году.
В период с 1580 по 1590 не только монахи-воины, но и вся Японии поделилась на два лагеря: сторонников Тоётоми Хидэёси либо его соперника в борьбе за власть — Токугава Иэясу. Когда последний в 1603 году наконец обретёт полную власть над всей страной, эпоха сохэев навсегда закончится.

## Снаряжение
Сохэи имели довольно разнообразное вооружение. Хоть чаще всего с ними ассоциируется нагината, монахи-воины также часто использовали луки, танто (кинжалы) и вакидзаси (короткие мечи).
Сохэи, так же как и обыкновенные буддистские монахи, одевались в одежды, похожие на кимоно, обычно белое снизу и бежевое сверху. На ногах носили традиционные японские сандалии (гэта, варадзи и пр.). Голову же покрывали белыми платками или повязкой хатимаки.
Снаряжение монахов икко-икки было чуть более разнообразным из-за их крестьянского происхождения, начиная с простого сельского одеяния и заканчивая разными видами нагрудников и шлемов. Помимо вышеописанного вооружения, у монахов икко-икки было небольшое количество аркебуз.